# Adorazione dei Magi (Perugino Trevi)
L'Adorazione dei Magi è un affresco del pittore Perugino realizzato circa nel 1521-1522 e conservato nel Santuario della Madonna delle Lacrime  di Trevi.

## Storia
La presenza del Perugino è attestata a Trevi nel 1521 dove eseguì l'affresco nella chiesa della Madonna delle Lacrime, nella cappella dell'Adorazione dei Magi o del Presepio.
L'opera è firmata sul gradino del trono:
P E T R U S  D E  C A S T R O  P L E B I S  P I N X I T
e sotto il distico:  
TU SOLA IN TERRIS GENITRIX ET VIRGO FUISTI
REGINA IN CELIS TU QUOQUE SOLA MANES.

## Descrizione
L'opera riprende il tema dell'Adorazione dei Magi, episodio del Vangelo secondo Matteo (2-1-12), tema dell'iconografia cristiana popolare di un episodio della vita di Cristo in occasione della visita dei Magi a la sua Natività.
La Sacra Famiglia è posta al centro del fondo della composizione sotto una costruzione lignea, un baldacchino a quattro pilastri con capitelli, visto frontalmente, che ospita il bue e l'asino e che si estende fino alla sommità del dipinto. La Vergine è seduta su un trono ligneo rialzato di un gradino e il Bambino benedicente è posto eretto sul ginocchio destro. Benedice il più anziano dei Magi che gli offre il suo dono. San Giuseppe a sinistra è in piedi appoggiato a un lungo bastone, accanto a lui è inginocchiato il secondo magio, il terzo, il più giovane, è più a sinistra e attende il suo turno per presentare la sua offerta come vuole la tradizione.
In questo primo piano, ai lati dei pilastri, sono raccolti due gruppi di figure, costituiti da uomini e donne. 
La Sacra Famiglia, l'assemblea e il baldacchino sono posti nell'incavo di una valle da cui si possono vedere le colline ai lati con le loro cime, alberi isolati dettagliati, cavalieri che occupano i sentieri tortuosi che li attraversano, un gregge di pecore occupa al centro nell'asse centrale, due pastori li guardano parlare tra loro, altri due più indietro guardano la stella, schermandosi gli occhi con le mani per non essere abbagliati dal suo splendore.
Le figure della Sacra Famiglia portano aureole piene e fortemente dorate.
Lo sfondo è una vallata costeggiata da colline che si perdono in lontananza in un cielo chiaro che va dal bianco al cupo verso l'alto con qualche nuvola.
La prima figura completa a destra, guardando lo spettatore, sarebbe, per alcuni critici d'arte, un ritratto di Raffaello.

## Stile
Il Perugino dipinge figure le cui posture e abiti estremamente eleganti ricordano le statue antiche del periodo ellenistico.
La scena sprigiona con la morbida figura della Vergine una sensazione di calma e serenità.